# كولن لوفيل سميث
كولن ستيوارت لوفيل سميث هو (بالإنجليزية: Colin Stuart Lovell-Smith)‏ فنان نيوزيلندي طور مع زوجته راتا لوفيل سميث أسلوبًا مؤثرًا في تمثيل المناظر الطبيعية في نيوزيلندا. كلاهما كانا معلمين في كلية كانتربيري كوليدج للفنون وكان مخرجًا من عام 1947 حتى وفاته بسبب السرطان في عام 1960. 